# Flyveskolen
Flyveskolen (FLSK) er en skole i flyvevåbnet, der afprøver og udvælger piloter og besætningsmedlemmer til forsvarets fly. Skolen har været placeret på Flyvestation Karup siden den 1. februar 1993. Man kan ikke blive erhvervspilot gennem denne uddannelse.
Skolen har to grundlæggende flyvekurser: Elementærkursus for piloter og besætningsmedlemskursus.

På elementærkursus lærer eleven grundlæggende flyvning og navigation. Bestås "final check" fortsætter eleven sin pilotuddannelse i USA eller Canada.

Besætningsmedlemskurset har omtrent samme teori, som på elementærkurset, men flyvningen koncentrerer sig om navigation. Bestås "final check", som er en flyvning i 150 fod (46 m) med 100 knob (185 km/t), fortsætter eleven uddannelsen til besætningsmedlem i flyvevåbnets eskadriller.

## Historie
Den spæde start til flyvning i forsvaret foregik i både hæren og søværnet.
Marinens Flyvevæsen startede i 1912 og fløj fra Kløvermarken i København. I starten med et fly af Henry Farman-typen, som var købt for private midler.
Hærens Flyveskole (senere Hærens Flyvertropper) blev oprettet den 2. juli 1912 og fløj i begyndelsen også fra Kløvermarken.
I 1946 blev en fælles flyveuddannelse påbegyndt på Flyvestation Avnø. Navnet Flyveskolen blev taget i brug 1. januar 1951 i forlængelse af flyvevåbnets oprettelse som selvstændigt værn.
Efter en politisk beslutning i 1992, flyttede Flyveskolen til Karup i 1993.

## Skolefly

### 1946 – 1976
- KZ II produceret af Skandinavisk Aero Industri.

### 1946 – 1959
- Harvard produceret af North American, "Flyveskolens Overgangskursus"

### 1948 – 1953
- KZ IV produceret af Skandinavisk Aero Industri.

### 1950 – 1976
- Chipmunk produceret af de Havilland Canada.

#### 1975 –
- T-17 Supporter produceret af Saab.

- Dansk KZ II, nu udstillet på Flyvemuseet i Stauning
- Chipmunk, nu udstillet på Flyvemuseet i Stauning
- Harvard 306 fra "Flyveskolens Overgangskursus"
- T-17 Supporter på Flyvestation Karup

## Tidligere brugere af Flyveskolen
Hærens Flyvetjeneste (1971-2003) og Søværnets Flyvetjeneste (1977-2003) mm. fra de andre værn sendte pilotaspiranter til Flyveskolen, for at frasortere dem der var uegnede til helikoptergrunduddannelse i USA. Hærpiloterne fløj Bell UH-1D Huey i Fort Rucker, Alabama, og marinepiloterne fløj TH-57 Sea Ranger på Naval Air Station Pensacola, Florida.
Som en del af uddannelsen fik militære flyveledere og kontrol- og varslingsofficerer flyvetimer på Flyveskolen.
Prins Henrik fløj solo i Chipmunk, men blev mod sædvanen ikke kastet i branddammen.
Ministeriet for Videnskab, Teknologi og Udvikling udvalgte i 2004 tre astronautkandidater, som man håbede kunne blive en af ESA's nye astronauter i 2008. For at forbedre deres chancer, fik de flyvetimer på Flyveskolen.

## Fodnoter
1. ↑  Ny chef for Flyveskolen 20. august 2010
2. ↑  Marinens Flyvevæsen – Søværnets Flyvetjeneste Arkiveret 24. oktober 2014 hos  Wayback Machine www.navalhistory.dk – hentet den 27/3-11.
3. ↑  Astronautkandidater på flyveskole 2. november 2006

| Luftfart | Spire Denne artikel om flyvning er en spire som bør udbygges. Du er velkommen til at hjælpe Wikipedia ved at udvide den. |